# 薩比諾 (密西西比州)
薩比諾（英語：Sabino）是位於美國密西西比州奎特曼縣的非建制地區。

## 歷史
薩比諾的郵局於1900年設立，其後於1918年停運。

## 地理
薩比諾所處的海拔為高於海平面49米（即161英呎），而該地所採用的時區為UTC-6，即北美中部時區（CST）。同時該地設有夏令時間，為UTC-6調快一小時，即UTC-5（CDT）。